# De vetustatibus Polonorum liber I. De Iagellonum familia liber II. De Sigismundi regis temporibus liber III
De vetustatibus Polonorum liber I. De Iagellonum familia liber II. De Sigismundi regis temporibus liber III – traktat historyczny Ludwika Decjusza w języku łacińskim, wydany w 1521.
Traktat składa się z trzech ksiąg:
1. De vetustatibus Polonorum liber I (O starożytnościach Polaków)
2. De Iagellonum familia liber II (O rodzinie Jagiellonów)
3. De Sigismundi regis temporibus liber III (O czasach króla Zygmunta)

Księgi pierwsza i druga mają charakter kompilacyjny. Największą wartość historyczną ma księga trzecia, opisująca współczesne autorowi czasy panowania Zygmunta Starego. Księga ta doprowadzona jest do roku 1516. Dzieło ukazało się w 1521 razem z Chronica Polonorum Macieja Miechowity w Krakowie w drukarni Hieronima Wietora.